# François Martin (homme politique)
Pour les articles homonymes, voir François Martin et Martin.
François-Martin, né le 6 septembre 1900 à Millau (Aveyron) et mort le 20 avril 1964 dans cette même ville, est un avocat et homme politique français. Avocat à la Cour de Paris, il fut député de l'Aveyron de 1936 à 1942 et préfet du Tarn-et-Garonne.

## Biographie
Issu d'une vieille famille huguenote des Cévennes, il devient avocat en 1922 et s'inscrit au barreau de Paris. Moins d'un an après, il sort major de sa promotion, premier secrétaire de la Conférence. Très vite, il devient un des grands noms du barreau.
L'évolution politique l'inquiète et en 1935, à Millau, quoique protestant, il prend la parole à une réunion de la Fraternelle catholique pour faire appel à l'union entre les Français afin de contenir le Front commun extrême gauche Il est élu député en 1936.
À la Chambre, où il est l'un des plus jeunes députés, il se fait remarquer par ses qualités mêmes qui lui ont valu son renom d'avocat. Mais c'est surtout dans ses interventions et interpellations sur l'amnistie, sur la répartition massive des partisans du gouvernement républicain espagnol, sur la situation politique en 1939 et sur la déchéance des députés communistes en 1940 qu'il donne toute sa mesure, ce qui lui vaut d'être considéré par ses pairs comme le chef de son parti promis à un très bel avenir.
La guerre allait modifier ces prévisions. Dès la mobilisation, il s'engage dans l'Armée de l'air ; officier, il assiste désespéré à l'effondrement de l'armée française, à la ruée de l'armée allemande. Cette expérience tragique l'incite à déclarer : « oui » à l'armistice puisqu'une cruelle nécessité impose la suspension des combats, mais «non» à la collaboration à l'occupant ! » Que la France exécute loyalement les clauses de l'armistice mais ne concède rien au-delà ».
Cette décision, François-Martin la traduit en votant la loi du 10 juillet 1940 qui accorde les pouvoirs constituants au maréchal Pétain. François-Martin est nommé successivement membre du Conseil national de Vichy, puis préfet du Tarn-et-Garonne. Cependant, désapprouvant l'évolution de « l'État français », et notamment opposé à l'influence que prennent Doriot, Déat et la Milice, il démissionne en 1943, après avoir rendu de nombreux services à la Résistance et à des personnes recherchées par la police. Ce comportement explique que la Haute Cour de Justice n'ait pas eu à connaître de son attitude pendant l'Occupation. Refusant de comparaître devant un jury d'honneur, il accepte de témoigner au procès du maréchal Pétain.
Proche du pasteur Marc Boegner et d'André Chamson, académicien et comme lui protestant, appelé à diriger pendant la guerre l’évacuation des chefs-d’œuvre du musée du Louvre, François-Martin permettra à ce dernier de cacher et de conserver certains chefs-d'œuvre au musée Ingres de Montauban, parmi lesquelles La Joconde.
Avocat, François-Martin s'établit à Paris après la guerre. Il participera au procès consécutif à l'attentat du Petit-Clamart contre le général de Gaulle et sera élu au Conseil de l'ordre du barreau de Paris par ses pairs.

## Distinctions
- Chevalier de la Légion d'honneur[1].
- Ordre de la Francisque

## Sources
- « François Martin (homme politique) », dans le Dictionnaire des parlementaires français (1889-1940), sous la direction de Jean Jolly, PUF, 1960 [détail de l’édition]